# Дэви, Эдмунд
Эдмунд Дэви (англ. Edmund Davy; 1785, Пензанс — 5 ноября 1857) — английский химик и агрохимик, двоюродный брат известного английского химика Гемфри Дэви.
Член Лондонского королевского общества, член Ирландской королевской академии; профессор химии Королевского института в Корке (Ирландия) с 1813 года, профессор химии Королевского Дублинского общества с 1826 года.

## Биография
Эдмунд Дэви, сын Уильяма Дэви, родился в корнуолльском городе Пензансе, Корнуолл, и прожил там свои юные годы. В 1804 году он переезжает в Лондон, где в течение восьми лет ассистирует своему кузену Гемфри, работавшему в то время в лаборатории Королевского института. Большую часть времени Эдмунд также являлся руководителем минералогической коллекции Королевского общества.
В 1826 году у Эдмунда родился сын, ставший в 1870 году профессором медицины в Королевском Колледже Дублина.

## Основные достижения

### Губчатая платина
Эдмунд Дэви первым обнаружил уникальные адсорбционные способности губчатой платины в отношении многих газов. В дальнейшем, он обнаружил, что даже при комнатной температуре, платина начинает испускать свет в присутствии смеси каменноугольного газа и воздуха. В другом таком эксперименте, в 1820 году, он нашел, что в контакте с платиной пары этилового спирта превращались в уксусную кислоту. Однако открытие каталитических свойств этого металла не стало главной работой Дэви и позже было тщательно изучено другими химиками.

### Антикоррозионная защита металлов
В 1824 году Гемфри Дэви, изучая поведение металлов в соленой воде, обнаружил, что медь и железо можно защитить от коррозии, если обеспечить их контакт с цинком. В 1829 году, после смерти двоюродного брата, Эдмунд Дэви предложил защищать железные части кораблей с помощью прикреплённых к ним цинковых брусков, что впоследствии использовалось для защиты от коррозии всех кораблей Великобритании.

### Электрохимия
Дэви провел ряд экспериментов для разработки электрохимического метода обнаружения ядовитых солей металлов в органических веществах. Это могло быть криминалистическим тестом в случаях подозреваемого отравления.

### Ацетилен
Эдмунд Дэви на заседании Британской ассоциации в Бристоле в 1836 году сообщил:

…При попытке получить калий, сильно нагревая смесь прокаленного винного камня с древесным углем в большом железном сосуде, я получил чёрное вещество, которое легко разлагалось водой и образовывало газ, оказавшийся новым соединением углерода и водорода. Этот газ горит на воздухе ярким пламенем, более густым и светящимся даже сильнее, чем пламя маслородного газа (этилена). Если подача воздуха ограничена, горение сопровождается обильным отложением сажи. В контакте с хлором газ мгновенно взрывается, причем взрыв сопровождается большим красным пламенем и значительными отложениями сажи… Дистиллированная вода поглощает около одного объёма нового газа, однако при нагревании раствора газ выделяется, по-видимому, не изменяясь… Для полного сгорания нового газа необходимо 2,5 объёма кислорода. При этом образуются два объёма углекислого газа и вода, которые являются единственными продуктами горения… Газ содержит столько же углерода, что и маслородный газ, но вдвое меньше водорода… Он удивительно подойдет для целей искусственного освещения, если только его удастся дешево получать.— Миллер. Ацетилен, его свойства, получение и применение
Так был открыт ацетилен в реакции карбида калия с водой: K2C2 + 2H2O = 2KOH + C2H2
Однако имя этому газу присвоил французский химик М. Бертло, после того, как в 1863 году получил ацетилен, пропуская водород над раскалёнными электрической дугой графитовыми электродами.

### Химия в сельском хозяйстве
Дэви активно продвигал научные знания, чему способствовало чтение популярных курсов лекций повсюду в Ирландии. В некоторых из его собственных лекций в Королевском Дублинском обществе Дэви продемонстрировал свой особый интерес роли химии в сельском хозяйстве. Он опубликовал несколько работ относительно внесения удобрений и химических методов обработки почвы.